# 栃木県立茂木高等学校
栃木県立茂木高等学校（とちぎけんりつもてぎこうとうがっこう）は、栃木県芳賀郡茂木町大字茂木に所在する公立の高等学校。
芳賀郡地域で唯一の総合学科の高校である。

## 設置学科
- 総合学科
  - 文理総合系列
  - 人文国際系列
  - 数理科学系列
  - 環境・生活系列
  - 情報・文化系列

## 概要
校訓
「強く　寛く　聡く」(つよく　ひろく　さとく)
　
校歌
- 校歌は、作詞釈迢空、作曲梁田貞によるもので、昭和27年に制定された。

学区
- 芳賀郡や真岡市のみでなく茨城県からの通学者も少なくない。また、条件を満たせば原動機付自転車による通学も許可され、逆川地区や中川地区、茨城県からの通学者の中には原動機付自転車を利用して通学している者もいる。

所在地
- 栃木県芳賀郡茂木町大字茂木288

最寄駅
- 真岡鐵道茂木駅より徒歩１０分

## 歴史
茂木高校の歴史は以下の通りである。

### 町立・組合立・農学校時代
- 1922年（大正11年） 「町立茂木実業補習学校」を茂木尋常高等小学校内に設置
- 1925年（大正14年） 「町立茂木公民実業学校」に改称
- 1926年（大正15年） 現在地に校舎を移転
- 1927年（昭和2年） 「組合立茂木公民実業学校」となる
- 1927年（昭和2年） 組合立茂木家政女学校を開校
- 1929年（昭和4年） 「組合立茂木農学校」(乙種)となり組合立茂木公民実業学校男子生徒を編入
- 1935年（昭和10年） 甲種に昇格
- 1940年（昭和15年） 栃木県に移管され、「栃木県立茂木農学校」となる

### 新制高等学校時代
- 1948年（昭和23年） 新制高等学校「茂木高校」となり普通科･農業科（男）を置く
- 1949年（昭和24年） 家庭科（女）・定時制普通科を置く
- 1951年（昭和26年） 「栃木県立茂木高等学校」(現校名)に改称
- 1953年（昭和28年） 創立30周年記念式典を挙行
- 1959年（昭和34年） 定時制課程の募集停止
- 1961年（昭和36年） 創立40周年及び校舎ならびに体育館落成記念式典を挙行
- 1963年（昭和38年） 家政科を置き家庭科を廃止
- 1972年（昭和47年） 創立50周年記念式典を挙行
- 1982年（昭和55年） 農業科男女募集となる
- 1982年（昭和55年） 創立60周年記念式典を挙行
- 1990年（平成2年） 農業科･家政科を普通科に転科
- 1992年（平成4年） 農業科･家政科を閉科
- 1992年（平成4年）  創立70周年記念式典を挙行
- 2002年（平成14年） 創立80周年記念式典を挙行
- 2003年（平成15年） 総合学科に移行
- 2005年（平成17年） 普通科を閉科
- 2011年（平成23年） 3月11日に発生した東日本大震災により、旧体育館（現：北体育館）に大きな被害を受ける
- 2012年（平成24年） 5月6日に発生した竜巻により、第2グラウンドの防球ネットが倒れる被害を受ける
- 2012年（平成24年） 創立90周年記念式典を挙行
- 2022年（令和4年)　創立100周年記念式典を挙行

## 著名な出身者
- 熊代佑輔 - 柔道家
- 井上咲楽[4] - タレント
- 森俊貴 - 栃木シティFC - プロサッカー選手

## 部活動
部活動は以下の通りである。

### 運動部
- 野球部
- バレーボール部(女子)
- バスケットボール部(男子・女子)
- テニス部(男子・女子)
- 卓球部
- 剣道部
- 柔道部
- 弓道部
- 陸上競技部
- サッカー部
- バドミントン部
- 水泳同好会

### 文化部
- 美術部
- 茶道部
- 音楽部(吹奏楽・合唱)
- 理科部（写真班・実験班）
- 調理手芸部
- 筝曲部
- 英語部
- 囲碁将棋同好会
- 競技かるた同好会

## 公営塾
茂木高校には、茂木町が設置した学習塾「ゆずも塾〜VIVAもてぎ〜」がある。（運営は民間企業のPrima Pinguinoが手掛ける。）同塾は2021年11月に設立し、受講料は無料、講師は地域おこし協力隊員が務める。会場は茂木高校の理科教室を利用し、平日の放課後から午後8時30分まで運用される。設立当初35人だった塾生登録者数は2023年4月現在で187人に増えたが、常時利用者は20 - 30人程度で、試験前は60 - 70人に増加する。
公営塾設立の目的は、学力向上と進路実現支援であり、実際に大学進学実績は、2022年卒業生より2023年卒業生の方が向上している。なお、塾生は基本的に自学自習スタイルで学び、講師は英語・数学・国語（現代文・古文）を中心に塾生からの質問に対応する。単なる勉強の場としてだけでなく、生徒の居場所にもなっている。また、2023年12月には、塾生3人が「茂木灯りの散歩道2023」というイベントを企画し、道の駅もてぎ付近で開催するという活動も展開している。
公営塾は茂木町立茂木中学校にも設置されており、2023年7月からは交流事業と称して、中高生が一緒に学ぶ公営塾を月2回、町民センターで開講している。